# Weston (condado de Dunn, Wisconsin)
Weston es un pueblo ubicado en el condado de Dunn en el estado estadounidense de Wisconsin. En el Censo de 2010 tenía una población de 594 habitantes y una densidad poblacional de 5,52 personas por km².

## Geografía
Weston se encuentra ubicado en las coordenadas 44°48′30″N 92°3′38″O / 44.80833, -92.06056. Según la Oficina del Censo de los Estados Unidos, Weston tiene una superficie total de 107.52 km², de la cual 107.43 km² corresponden a tierra firme y (0.08%) 0.09 km² es agua.

## Demografía
Según el censo de 2010, había 594 personas residiendo en Weston. La densidad de población era de 5,52 hab./km². De los 594 habitantes, Weston estaba compuesto por el 94.78% blancos, el 0% eran afroamericanos, el 0.51% eran amerindios, el 2.69% eran asiáticos, el 0.84% eran isleños del Pacífico, el 0.67% eran de otras razas y el 0.51% pertenecían a dos o más razas. Del total de la población el 1.68% eran hispanos o latinos de cualquier raza.